# North Shore
North Shore je americká mýdlová opera vysílaná na televizní stanici Fox v letech 2004–2005. V Česku ji vysílala TV Nova.

## Obsazení
| Kristoffer Polaha    | Jason Matthews      |
| Brooke Burnsová      | Nicole Boothová     |
| James Remar          | Vincent Colville    |
| Corey Sevier         | Gabriel Miller      |
| Nikki DeLoach        | MJ Bevansová        |
| Jay Kenneth Johnson  | Chris Remsen        |
| Amanda Righetti      | Tessa Lewisová      |
| Jason Momoa          | Frankie Seau        |
| Michael Ontkean      | Gordy Matthews      |
| Josh Hopkins         | Morgan Holt         |
| Christopher McDonald | Walter Booth        |
| Shannen Doherty      | Alexandra Hudsonová |